# Amorphophallus gracilior
Amorphophallus gracilior là một loài thực vật có hoa trong họ Ráy (Araceae). Loài này được Hutch. mô tả khoa học đầu tiên năm 1939.